# Quasi famosi
Quasi famosi (Almost Famous) è un film statunitense del 2000, scritto e diretto da Cameron Crowe e interpretato da Patrick Fugit, Billy Crudup, Kate Hudson e Philip Seymour Hoffman.
La pellicola, che il regista ha voluto caratterizzare in senso profondamente autobiografico, narra la storia di William Miller, precoce giornalista musicale che all'età di quindici anni accetta di seguire in tour una rock band, gli Stillwater, per conto della rivista Rolling Stone.

## Trama
A San Diego 1969, il prodigio William Miller fatica a inserirsi. La sua vita è ulteriormente complicata. Il severo divieto della musica rock da parte della volitiva Elaine e la sua paura della cultura pop hanno un effetto negativo sui suoi figli, spingendo infine la sorella di William, Anita, a trasferirsi a San Francisco e diventare una hostess.
Nel 1973, William, influenzato dal nascondiglio segreto di album rock di Anita, aspira a diventare un giornalista rock, scrivendo articoli freelance per giornali underground a San Diego. Il giornalista rock Lester Bangs, impressionato dalla scrittura di William, gli dà un incarico da $35 per recensire un concerto dei Black Sabbath. William è escluso dal backstage fino all'arrivo della band di apertura Stillwater e William si fa strada. Il chitarrista solista Russell Hammond prende in simpatia lui e la sua nuova conoscenza, la groupie veterana Penny Lane, che lo ha preso sotto la sua ala. Nonostante si comportino come groupie stereotipate, Penny Lane insiste che lei e le sue amiche sono "cerotti", un termine che ha inventato per descrivere le fan donne che sono lì più per la musica che per le rock star stesse.
L'editore di Rolling Stone Ben Fong-Torres assume William per scrivere un articolo su Stillwater, basato sulle sue capacità, e lo manda in viaggio con la band. William intervista gli altri membri della band, ma Russell lo scoraggia ripetutamente. Le tensioni tra Russell e il cantante Jeff Bebe diventano presto evidenti e non sono affatto aiutate dalla prima maglietta della band, uno scatto completo della band che ritrae Russell in piena vista mentre il resto della band è nell'ombra. William è scherzosamente chiamato "il nemico" dalla band poiché è un giornalista, ma gradualmente inizia a perdere la sua obiettività man mano che si integra nella loro cerchia ristretta.
L'etichetta discografica assume Dennis, un manager professionista, per gestire i problemi con locali e promotori. Penny deve andarsene prima che la band raggiunga New York, dove la ragazza di Russell, Leslie, si unirà a loro. Penny e i suoi tre cerotti protetti vengono giocati d'azzardo a un'altra band in una partita di poker; Penny agisce con nonchalance ma è devastata. Nel frattempo, Dennis noleggia un piccolo aereo in modo che la band possa suonare più concerti.
Penny si presenta senza invito al ristorante di New York dove stanno celebrando la notizia che saranno presenti sulla copertina di Rolling Stone. A Penny viene chiesto di andarsene dopo che i suoi tentativi di attirare l'attenzione di Russell sono stati notati. William la insegue al suo hotel, dove la salva dall'overdose di quaaludes.
In volo per un concerto il giorno seguente, l'aereo incontra condizioni meteorologiche avverse. Temendo che l'aereo precipiti, tutti confessano i propri segreti, mentre scoppiano i conflitti a lungo ribollenti tra Jeff e Russell. William confessa il suo amore per Penny dopo che Jeff l'ha insultata. L'aereo atterra sano e salvo a Tupelo, lasciando tutti a riflettere sulla mutata atmosfera.
William arriva all'ufficio di Rolling Stone a San Francisco ma ha difficoltà a finire l'articolo. In cerca di aiuto, chiama Lester Bangs che dice che William è stato coinvolto nel far parte della band. Dice che le sue amicizie percepite con loro non sono reali e gli consiglia di "essere onesto e spietato". I redattori di Rolling Stone sono entusiasti dell'articolo completo di William, ma quando il fact checker della rivista chiama la band, Russell mente per proteggere l'immagine di Stillwater, sostenendo che la maggior parte è falsa. Rolling Stone uccide l'articolo, schiacciando William. Anita incontra un William abbattuto all'aeroporto e si offre di portarlo ovunque; sceglie che vadano a casa loro a San Diego, dove la loro madre Elaine è felice di vederli entrambi.
Sapphire, uno dei protetti "Band Aids", rimprovera Russell per aver tradito William. Quindi chiama Penny, volendo incontrarla, ma lei gli dà l'indirizzo di William. Arriva e si trova faccia a faccia con la madre di William che, durante il tour, lo ha rimproverato al telefono per il suo comportamento. Si scusa con William e alla fine gli concede un'intervista. Russell ha verificato l'articolo su Rolling Stone, che lo pubblica come servizio di copertina. Penny realizza la sua fantasia di lunga data di andare in Marocco mentre Stillwater torna in tournée in autobus.

## Versione alternativa

### Untitled
Nell'edizione DVD del film è presente una nuova versione del regista chiamata Untitled (Senza titolo), cioè il nome che Crowe avrebbe preferito dare originariamente al film, in chiaro riferimento al quarto album dei Led Zeppelin. Negli Stati Uniti invece è conosciuta anche come The Bootleg Cut (la sua confezione ricorda effettivamente i bootleg che circolavano a basso costo durante gli anni settanta), ed è stata trasmessa in televisione.
Untitled è più aderente alla sceneggiatura originale e presenta l'introduzione di 40 minuti di nuove scene. Tra le aggiunte più significative vi sono:
- Il giovane William viene preso in giro a scuola sotto la doccia da alcuni ragazzi più grandi di lui.
- Vengono mostrati alcuni album in più tra quelli che Anita, la sorella di William lascia al ragazzo dopo essersene andata di casa.
- Uno scherzo teso dai compagni di classe di William adolescente, che sostituiscono il cartellone della scuola con la scritta William Miller è troppo giovane per guidare o scopare.
- L'ex-fidanzato di Anita si intrufola nella stanza di William e i due hanno un dialogo imbarazzante.
- Una sequenza tra Russell e William in cui si discute della canzone What's Happening Brother? di Marvin Gaye.
- Una lunga sequenza in cui il gruppo partecipa a una curiosa intervista radiofonica con un DJ narcolettico.
- William intervista gli altri tre componenti degli Stillwater.
- I festeggiamenti per il compleanno di Penny Lane, poco prima che la ragazza venga cacciata dal tour.
- William e l’ex fidanzato di Anita cercano di far “piacere" il rock alla madre ed altre sue amiche nel salotto di casa ascoltando Stairway to Heaven dei Led Zeppelin

Molte scene già presenti nel film vengono inoltre modificate o estese, come ad esempio:
- Il titolo iniziale del film scritto a penna cambia da Almost Famous ad Untitled.
- Durante la passeggiata iniziale, la madre di William rimprovera un negoziante.
- Nell'intervista radiofonica di Lester Bangs, il critico cita altri album, tra cui American Woman dei The Guess Who.
- Il dialogo tra Lester e William mentre camminano in strada assieme, poco prima di entrare nel bar.
- Nella Hyatt House, viene estesa l'apparizione di Peter Frampton nei panni del roadie e William viene insultato da un comico.
- Mentre sono nella ghiacciaia della Hyatt House, Penny Lane e Russel discutono della loro tormentata relazione.
- Durante il primo litigio della band, si allude alla dipendenza da cocaina di Jeff, cantante della band.
- Durante la festa a cui Russell e William partecipano, Russell dona una cintura a un fan, e nella scena del salto in piscina vengono aggiunte scene di preoccupazione dei presenti.
- Il dialogo tra William e Penny Lane a Central Park, in cui la ragazza rivela le sue origini da groupie legate a Keith Richards dei Rolling Stones.

### Extended Cut
Per la distribuzione Blu-ray il film è stato pubblicato con la sola versione Untitled, ora denominata Extended Cut, con un doppiaggio completamente nuovo.

## Produzione

### Sceneggiatura

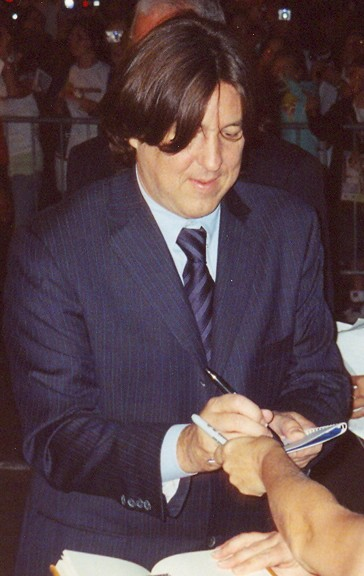
Il regista e sceneggiatore del fim, Cameron Crowe

Il film si presenta come la semi-autobiografia del regista, che da adolescente ha effettivamente lavorato come reporter per la rivista Rolling Stone, conoscendo molti dei più influenti artisti dell'epoca.
All'interno del film, diversi personaggi (i giornalisti Lester Bangs e Ben Fong-Torres) ed eventi (il rocambolesco volo in aereo, episodio in verità avvenuto in compagnia degli Who) ricalcano esperienze effettivamente vissute da Crowe. Altri protagonisti del film sono invece ispirati a controparti reali: Penny Lane ricorda alcune groupie esistite; il chitarrista Russell, tipica icona rock, è un "incrocio" tra Dickey Betts degli Allman Brothers Band (primo gruppo musicale che il giovane Crowe seguì in tour), Glenn Frey degli Eagles, e Jimmy Page dei Led Zeppelin.
La sceneggiatura finita era composta da 172 pagine. Gran parte di essa è stata tradotta in film, anche in base a un consiglio che Steven Spielberg diede al regista.

### Cast

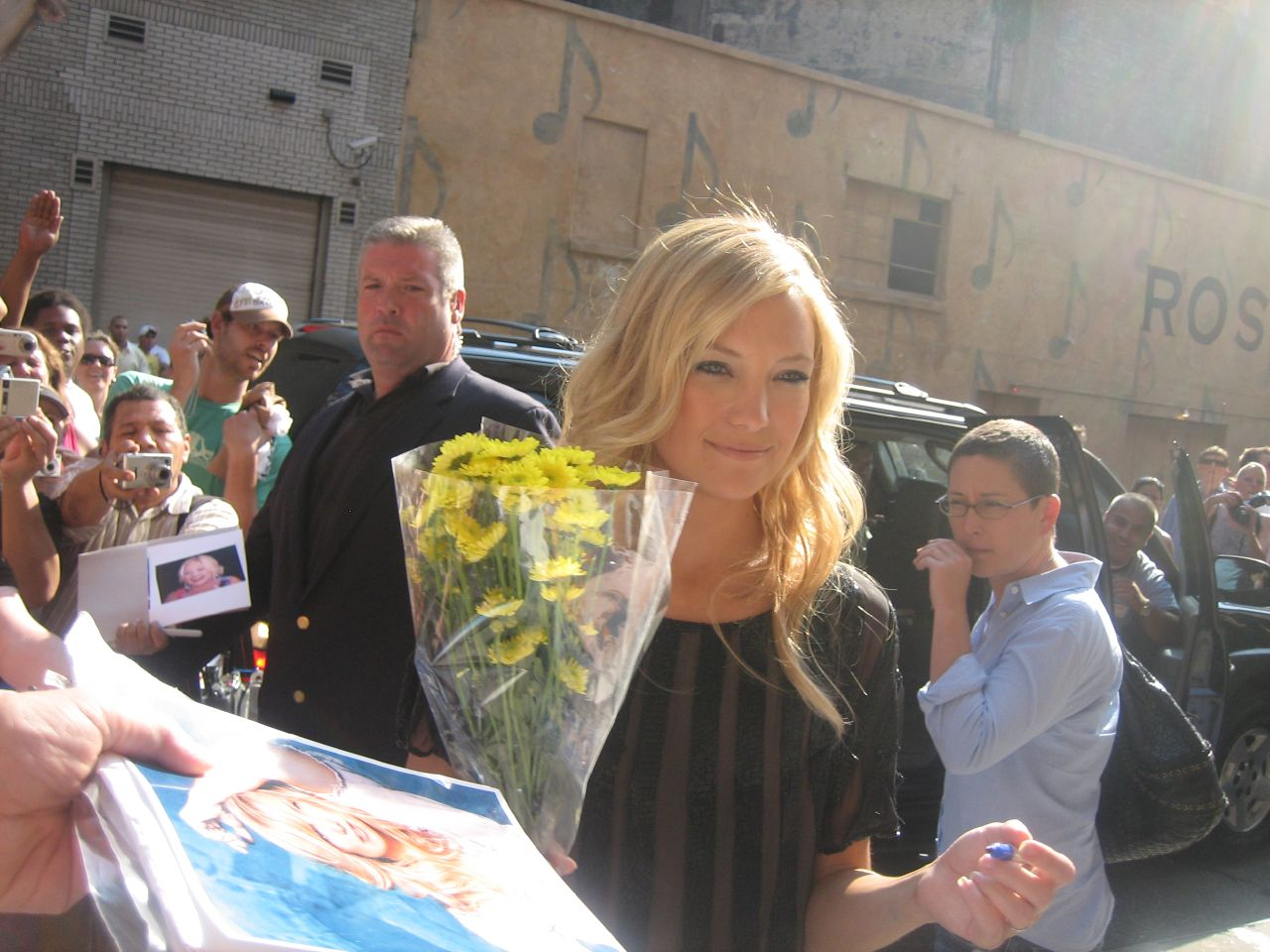
L'attrice Kate Hudson, che nel film interpreta il ruolo di Penny Lane

Nella fase di casting, diversi ruoli nel film vennero proposti a celebri attori hollywoodiani. Russel (che nel film ha il volto di Billy Crudup) avrebbe dovuto essere interpretato da Brad Pitt, escluso dalla produzione dopo diversi mesi di lavoro sul personaggio.
I due nomi in lizza per la parte di Penny Lane, invece, erano Sarah Polley e Kirsten Dunst. Delle due, Crowe scelse la prima, riservandosi tuttavia di lavorare con la Dunst in un progetto successivo, cosa effettivamente avvenuta con Elizabethtown. A film iniziato, tuttavia, la Polley decise di abbandonare il film per partecipare a un film canadese a basso costo, The Laws of Enclosures, e il ruolo di Penny Lane venne dunque affidato a Kate Hudson, in origine scelta per il ruolo di Anita, la sorella di William.
Per il ruolo di Lester Bangs venne scelto il futuro premio Oscar Philip Seymour Hoffman, mentre altri attori candidati al ruolo furono l'allora poco conosciuto Jack Black e Jon Favreau. Hoffman, a causa di altri impegni, poté essere presente sul set solo per quattro giorni, durante i quali ebbe sempre l'influenza.
William Miller, protagonista del film e alter ego del regista, venne interpretato dall'allora giovanissimo Patrick Fugit. L'attore, alle prime armi, venne scelto dopo una serie di audizioni in tutti gli Stati Uniti poiché rispecchiava fedelmente le caratteristiche del personaggio: timidezza e scarsa esperienza del mondo. In particolare, la produzione voleva per questo ruolo un interprete che non solo recitasse le battute, ma che fosse un vero e proprio osservatore dell'ambiente che lo circondava. Crowe, nel corso della lavorazione del film, fece ascoltare a Fugit numerosi dischi della sua collezione in modo da renderlo partecipe dello spirito degli anni settanta. Fugit ha dichiarato che, dopo aver concluso le riprese di Quasi famosi, ha continuato ad ascoltare quei dischi "con religiosità".
Nel film appare inoltre il cantante Peter Frampton nel ruolo di roadie degli Humble Pie, gruppo di cui Frampton fu chitarrista tra il 1969 e il 1971. Frampton è legato al regista da un'amicizia nata nel corso degli anni settanta. In particolare Crowe, appena diciottenne, scrisse le liner notes per l'album Frampton Comes Alive!, un favore che il chitarrista ha ricambiato molti anni dopo con la partecipazione a questa pellicola.
Altri cameo nella pellicola sono quelli di Alice Marie Crowe (madre del regista, sullo sfondo durante la cerimonia di diploma), Cindy Crowe (sorella del regista, che appare, assieme al marito e al figlio, nell'ascensore in cui entra di corsa David Bowie), e Jann Wenner (editore di Rolling Stone, compare all'interno di un taxi a New York)

### Regia
Il film è stato girato tra il 24 maggio e il 6 ottobre 1999, per un totale di 92 giorni effettivi. I luoghi in cui si sono svolte le riprese sono San Diego, Los Angeles, Santa Monica e New York.
Il regista ha ammesso di essersi ispirato ad altri film dal taglio molto intimo, tra cui A cena con gli amici di Barry Levinson e l'opera prima di François Truffaut, I 400 colpi. Del capolavoro del regista francese, Crowe riprende la leggerezza della narrazione e del tratto visivo, oltre che l'affetto rivolto nei confronti del ricordo personale.

## Distribuzione
Il film uscì negli Stati Uniti il 13 settembre 2000 e in Italia il 27 aprile 2001.

## Accoglienza
Il film guadagnò negli Stati Uniti 32.522.352 dollari, di cui 2.314.646 nella settimana d'apertura, ottenendo quindi un mediocre successo. Nonostante ciò, ha ottenuto generalmente buoni giudizi da parte della critica, che l'ha lodato per l'ottima colonna sonora, le buone interpretazioni degli attori, e la sincerità con cui il regista ha descritto un'intera epoca. A questo proposito, le recensioni hanno spesso elogiato l'innovazione rispetto ad altre pellicole inerenti alla musica rock, come ad esempio The Doors di Oliver Stone. Originale è stata in particolar modo giudicata la scelta di elevare a protagonista del film non un musicista, ma un critico musicale, fatto che ha contribuito a creare una visione lucida, priva di facili esaltazioni delle stelle del rock, ma anche di altrettanto facili accuse contro uno stile di vita spesso oggetto di critiche.

### Merchandising
Il DVD del film è uscito negli Stati Uniti il 13 marzo 2001. Una seconda edizione del DVD, ribattezzata The Bootleg Cut, è stata distribuita il 4 dicembre dello stesso anno. Mentre la prima presenta il film uscito nelle sale cinematografiche con l'aggiunta di pochi contenuti extra, nella seconda sono da notare diverse importanti aggiunte, tra cui la sopracitata versione Untitled del film, numerose scene tagliate, il commento audio di Crowe e della madre Alice, alcuni articoli che Crowe scrisse per Rolling Stone e un CD musicale contenente 6 canzoni degli Stillwater.
L'edizione italiana del DVD ricalca da vicino quella di The Bootleg Cut, eccezion fatta per alcune mancanze, come ad esempio il CD musicale.
Nel novembre del 2000 negli Stati Uniti è stata pubblicata la sceneggiatura del film sotto forma di libro.

## Riconoscimenti
Quasi Famosi è stato candidato al premio Oscar per la miglior attrice non protagonista (con la nomination sia di Kate Hudson che di Frances McDormand), per il miglior montaggio e per la miglior sceneggiatura originale, vincendo solo in quest'ultima categoria.
Il film si è inoltre aggiudicato due Golden Globe: uno per la miglior attrice non protagonista (Kate Hudson) e uno per il miglior film commedia o musicale.
Seguono anche una serie di premi indipendenti, dove trionferanno le stesse Hudson e McDormand, la sceneggiatura e il film.
- 2001 - Premio Oscar
  - Migliore sceneggiatura originale a Cameron Crowe
  - Nomination Miglior attrice non protagonista a Kate Hudson
  - Nomination Miglior attrice non protagonista a Frances McDormand
  - Nomination Miglior montaggio a Joe Hutshing e Saar Klein
- 2001 - Golden Globe
  - Miglior film commedia o musicale
  - Migliore attrice non protagonista a Kate Hudson
  - Nomination Migliore attrice non protagonista a Frances McDormand
  - Nomination Migliore sceneggiatura a Cameron Crowe
- 2001 - Premio BAFTA
  -  Migliore sceneggiatura originale a Cameron Crowe
  - Miglior sonoro a Jeff Wexler, Doug Hemphill, Rick Kline, Paul Massey e Michael D. Wilhoit
  - Nomination Miglior film a Cameron Crowe e Ian Bryce
  - Nomination Miglior attrice protagonista a Kate Hudson
  - Nomination Miglior attrice non protagonista a Frances McDormand
  - Nomination Miglior colonna sonora a Nancy Wilson
- 2001 - Broadcast Film Critics Association Award
  - Miglior attrice non protagonista a Frances McDormand
  - Miglior giovane interprete a Kate Hudson
  - Migliore sceneggiatura originale a Cameron Crowe
  - Nomination Miglior film
- 2000 - Boston Society of Film Critics Award
  - Miglior film
  - Miglior attrice non protagonista a Frances McDormand
  - Migliore regia a Cameron Crowe
  - Migliore sceneggiatura a Cameron Crowe
- 2000 - Chicago Film Critics Association Award
  - Miglior film
  - Migliore attrice non protagonista a Frances McDormand
  - Migliore sceneggiatura originale a Cameron Crowe
  - Nomination Migliore regia a Cameron Crowe
  - Nomination Miglior attore non protagonista a Philip Seymour Hoffman
  - Nomination Migliore attrice non protagonista a Kate Hudson
- 2000 - Las Vegas Film Critics Society Award
  - Miglior attrice non protagonista a Kate Hudson
  - Nomination Miglior attrice non protagonista a Frances McDormand
  - Nomination Miglior film
  - Nomination Migliore regia a Cameron Crowe
  - Nomination Miglior attrice non protagonista a Frances McDormand
  - Nomination Miglior giovane attore a Patrick Fugit
  - Nomination Migliore sceneggiatura originale a Cameron Crowe
  - Nomination Migliori costumi a Betsy Heimann
  - Nomination Miglior montaggio a Joe Hutshing e Saar Klein
  - Nomination Miglior colonna sonora a Nancy Wilson
  - Nomination Miglior canzone (Fever Dog) a Stillwater
- 2001 - MTV Movie Award
  - Nomination Miglior performance femminile a Kate Hudson
  - Nomination Miglior performance rivelazione maschile a Patrick Fugit
  - Nomination Miglior momento musicale (La Scena del "Tiny Dancer" nel Bus)
  - Nomination Miglior battuta ('I am a Golden God!) a Billy Crudup
  - Nomination Meglio vestito a Kate Hudson

- 2000 - Los Angeles Film Critics Association Award
  - Miglior attrice non protagonista a Frances McDormand
  - Miglior colonna sonora a Cameron Crowe e Danny Bramson
- 2001 - Nastro d'argento
  - Nomination Migliore regia a Cameron Crowe
- 2001 - Kansas City Film Critics Circle Award
  - Miglior attrice non protagonista a Kate Hudson
- 2000 - Satellite Award
  - Miglior attrice non protagonista a Kate Hudson
  - Nomination Miglior film commedia o musicale
  - Nomination Migliore regia a Cameron Crowe
  - Nomination Miglior attore non protagonista a Philip Seymour Hoffman
  - Nomination Migliore attrice non protagonista a Frances McDormand
  - Nomination Migliore sceneggiatura originale a Cameron Crowe
- 2000 - Screen Actors Guild Award
  - Nomination Miglior cast
  - Nomination Miglior attrice non protagonista a Kate Hudson
  - Nomination Miglior attrice non protagonista a Frances McDormand
- 2002 - Empire Award
  - Migliore regia a Cameron Crowe
- 2001 - American Cinema Editors
  - Miglior montaggio a Joe Hutsing e Saar Klein
- 2001 - Grammy Awards
  - Miglior colonna sonora a Cameron Crowe e Danny Bramson
- 2001 - Southeastern Film Critics Association Awards
  - Miglior film
  - Migliore attrice non protagonista a Frances McDormand
  - Migliore sceneggiatura originale a Cameron Crowe
- 2001 - Blockbuster Entertainment Award
  - Migliore attrice esordiente a Kate Hudson
  - Miglior attrice non protagonista a Frances McDormand
- 2001 - Dallas-Fort Worth Film Critics Association Awards
  - Migliore attrice non protagonista a Kate Hudson
- 2001 - Writers Guild of America Awards
  - Migliore sceneggiatura a Cameron Crowe
- 2001 - Phoenix Film Critics Society Awards
  - Miglior film
  - Migliore attrice non protagonista a Kate Hudson
  - Migliore sceneggiatura originale a Cameron Crowe
- 2000 - San Diego Film Critics Society Awards
  - Miglior film
  - Migliore attrice non protagonista a Frances McDormand
  - Miglior regista a Cameron Crowe
  - Migliore sceneggiatura originale a Cameron Crowe
- 2001 - London Critics Circle Film Award
  - Nomination Attore dell'anno a Philip Seymour Hoffman
  - Nomination Sceneggiatore dell'anno a Cameron Crowe
- 2001 - Golden Trailer Awards
  - Miglior musica

## Colonna sonora
La musica è uno degli elementi a cui Cameron Crowe dedica particolare attenzione nei suoi film. In particolare Quasi famosi, dato l'argomento trattato e la sua ambientazione, si presenta come un film dalla colonna sonora molto curata, composta da brani di musica rock e pop a cavallo tra gli anni sessanta e settanta. Basti pensare che sono stati spesi 3 milioni e mezzo di dollari soltanto per i diritti musicali, una cifra di gran lunga superiore rispetto alla media dell'industria cinematografica, che solitamente in diritti musicali non spende più di un milione e mezzo di dollari.
È importante notare la presenza di alcuni brani dei Led Zeppelin, gruppo che normalmente preferisce non concedere i diritti d'uso delle proprie canzoni. Questa regola in precedenza è stata rotta soltanto con Fuori di testa, film di cui Crowe scrisse la sceneggiatura nel 1982, all'interno del quale appare la canzone Kashmir.
La colonna sonora originale è invece stata composta dalla moglie di Crowe, Nancy Wilson (voce e chitarra del gruppo Heart), a cui si devono peraltro le canzoni degli Stillwater, band immaginaria creata appositamente per il film, composta dai quattro attori Billy Crudup, Jason Lee, John Fedevich, Mark Kozelek. Gli Stillwater hanno inoltre ricevuto la collaborazione di Peter Frampton (che insegnò a Crudup come suonare la chitarra) e di Mike McCready, chitarrista dei Pearl Jam.
L'album ufficiale della colonna sonora, pubblicato il 12 settembre 2000 e premiato con un Grammy, presenta i seguenti brani:
1. Simon and Garfunkel: America (Paul Simon) – 3:37
2. The Who: Sparks (Pete Townshend) – 3:48
3. Todd Rundgren: It Wouldn't Have Made Any Difference (Rundgren)– 3:51
4. Yes: I've Seen All Good People/Your Move (Jon Anderson) – 3:33
5. The Beach Boys: Feel Flows (Carl Wilson, Jack Rieley)– 4:44
6. Stillwater: Fever Dog (Russell Hammond) – 3:10
7. Rod Stewart: Every Picture Tells a Story (Rod Stewart, Ron Wood) – 5:55
8. The Seeds: Mr. Farmer (Sky Saxon) – 2:51
9. Allman Brothers Band: One Way Out (Live) (Elmore James, Marshall Sehorn, Sonny Boy Williamson II) – 4:59
10. Lynyrd Skynyrd: Simple Man (Gary Rossington, Ronnie Van Zant) – 5:56
11. Led Zeppelin: That's the Way (Jimmy Page, Robert Plant) – 5:37
12. Elton John: Tiny Dancer (John, Bernie Taupin) – 6:15
13. Nancy Wilson: Lucky Trumble (Nancy Wilson) – 2:42
14. David Bowie: I'm Waiting for the Man (Live) (Lou Reed) – 5:43
15. Cat Stevens: The Wind (Stevens) – 1:40
16. Clarence Carter: Slip Away (William Armstrong, Marcus Lewis Daniel, Wilbur Terrell) – 2:32
17. Thunderclap Newman: Something in the Air (John Keen) – 3:54

Altri brani presenti nel film ma non riportati nella colonna sonora ufficiale sono:
1. Alvin and the Chipmunks: The Chipmunk Song
2. Brenton Wood: The Oogum Boogum Song"
3. Iggy and the Stooges: Search and Destroy
4. Black Sabbath: Paranoid
5. Jethro Tull "Teacher
6. Yes: Roundabout
7. Joni Mitchell: River
8. Black Sabbath: Sweet Leaf
9. Pete Droge: Small Time Blues
10. Little Feat: Easy to Slip
11. The Raspberries: Go All the Way
12. Stillwater: Hour of Need
13. The Guess Who: Albert Flasher
14. Stillwater: Love Thing
15. Neil Young: Everybody Knows This Is Nowhere
16. Fleetwood Mac: Future Games
17. Deep Purple: Burn
18. Stillwater: You Had to Be There
19. Blodwyn Pig: Dear Jill
20. Steely Dan: Reelin' in the Years
21. MC5: Looking at You
22. Stillwater: Love Comes and Goes
23. The Jimi Hendrix Experience: Voodoo Child (Slight Return)
24. Free: Wishing Well
25. Buddy Holly and the Crickets: Peggy Sue
26. Elton John: Mona Lisas and Mad Hatters
27. Dr. Hook & The Medicine Show: The Cover of The Rolling Stone
28. Stevie Wonder: My Cherie Amour
29. Chicago: Colour My World
30. Neil Young and Crazy Horse: Cortez the Killer
31. Led Zeppelin: The Rain Song
32. Led Zeppelin: Bron-Y-Aur
33. Led Zeppelin: Tangerine
34. Stillwater: Chance Upon You (solo in Untitled)
35. Led Zeppelin: Misty Mountain Hop

## Collegamenti ad altri film
- La sequenza dei titoli di testa è un omaggio a Il buio oltre la siepe, uno dei film preferiti di Crowe[6]. La sequenza successiva, in cui vengono mostrati i sobborghi di San Diego, si ispira al prologo de I quattrocento colpi di François Truffaut.
- La scena in cui Penny Lane è colpita da intossicazione ricalca una molto simile ne L'appartamento (altro film tra i prediletti di Crowe), in cui il personaggio interpretato da Shirley MacLaine rischia un'overdose di tranquillanti.
- La battuta "Nei miei giorni migliori sono Russell degli Stillwater" è simile a una pronunciata da John Cusack nel film del 1989 Non per soldi...ma per amore, anch'esso diretto da Crowe.
- Anche nel film dei Led Zeppelin The Song Remains The Same il gruppo arriva a New York a bordo di una limousine.
- La scena della festa a Topeka viene esplicitamente citata nell'episodio One Day In The Valley della serie TV statunitense Entourage.

## Collegamenti al mondo della musica
- Tra gli album che Anita lascia a William nella scena in cui la ragazza abbandona la sua famiglia figurano numerosi dischi cult dell'epoca: Pet Sounds dei Beach Boys, Get Yer Ya-Ya's Out! dei Rolling Stones, Led Zeppelin II dei Led Zeppelin, Axis: Bold as Love di Jimi Hendrix, Wheels of Fire dei Cream, Blue di Joni Mitchell, Blonde on Blonde di Bob Dylan e Tommy degli Who.
- La frase "Qualcuno si ricorda come si ride?" ("Does anybody remember laughter?") urlata da Sapphire è la stessa che Robert Plant pronunciava durante le esecuzioni dal vivo di Stairway to Heaven.
- L'inquadratura del primo concerto degli Stillwater (quella con il folto pubblico e le rose sul palco) è un omaggio alla copertina dell'album di Neil Young Time Fades Away.
- Mentre William e Penny Lane si stanno recando in auto alla Riot House, sul parabrezza si nota il riflesso della copertina di The Dark Side of the Moon, celebre album dei Pink Floyd.
- Vic, il fan sfegatato dei Led Zeppelin alla Riot House, indossa una maglietta che riporta i versi "To be a rock and not to roll" (da Stairway to Heaven) e "Have you seen the bridge?" (da The Crunge), mentre in un'altra scena, un'altra maglietta da lui indossata, riporta il testo completo di The Rain Song.
- Durante la telefonata tra William e Ben Fong-Torres è possibile vedere di sfuggita un poster in bianco e nero degli Stillwater molto simile alla copertina dell'album degli Allman Brothers Band At Fillmore East.
- L'esclamazione "Sono un dio dorato!" ("I am a golden god!") pare sia stata pronunciata da Robert Plant da sobrio, durante la festa di compleanno di John Bonham nel 1979.
- Quando l'aereo degli Stillwater si imbatte in una turbolenza aerea, Russell inizia a cantare Peggy Sue, una canzone di Buddy Holly, musicista che morì tragicamente in un incidente aereo.
- La scena della turbolenza è ispirata ad un fatto realmente accaduto ai Led Zeppelin durante il tour americano del 1973. Proprio questo avvenimento, spinse la band a chiedere in leasing lo Starship, il Boeing 720 modificato e famoso per esser stato il mezzo di trasporto principale di molte rock band durante gli anni '70, per le restanti date del tour e per il tour nordamericano del 1975.